# Gräberfeld von Helge gård

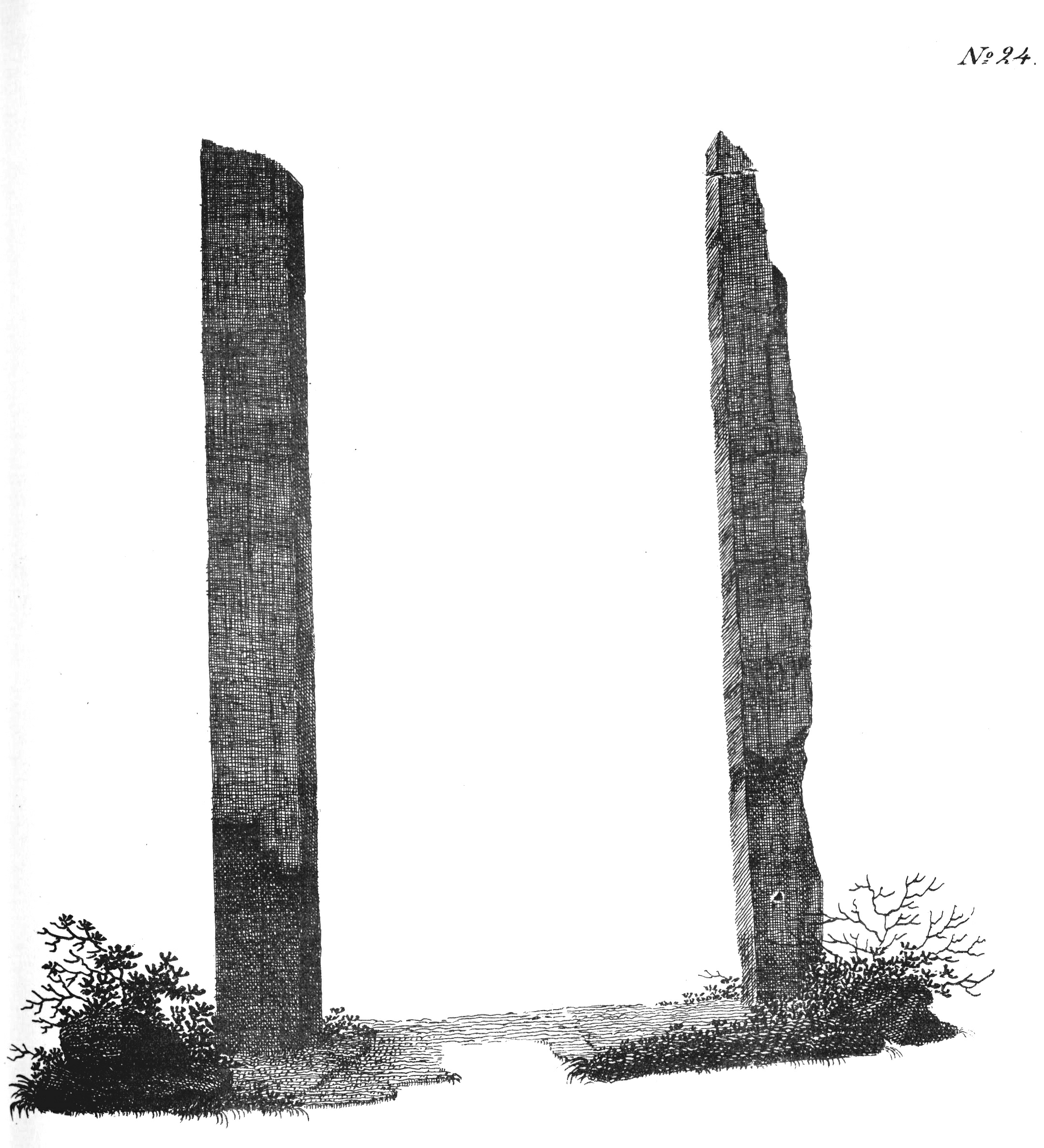
Gräberfeld von Helge gård

Das Gräberfeld von Helge gård stammt aus der frühen Eisenzeit und liegt in Byafossen bei Steinkjer im Fylke Nord-Trøndelag in Norwegen. 
Auffallend sind zwei sehr hohe Bautasteine (Menhire). Einer hat eine Höhe von über 6,0 Metern und ist etwa 50 cm breit. Der andere ist etwa 5,25 Meter hoch und etwas breiter. Ein dritter plattiger Stein ist etwa 2,0 Meter hoch und 1,0 Meter breit.
In der Nähe befindet sich ein Steinkreis mit einem Durchmesser von etwa 15,0 Metern aus neun großen Felsblöcken und einem größeren Stein in der Mitte.
Vier Grabhügel, von denen drei einen Durchmesser von etwa 30,0 Metern und eine Höhe von 3,0 bis 4,0 Metern haben, sind mit Gras überwachsen. Der größte heißt "Helgeshaugen". Der zweitgrößte heißt "Ormshaugen". Orm ist ein häufiger männlicher Vorname in der Eisenzeit. Der Hügel ist der einzige, der nicht vom Bewuchs befreit wurde, sodass er schwer zu erkennen ist. Die anderen beiden Grabhügel sind etwa 20,0 Meter breit und 2,0 bis 3,0 Meter hoch. Es gibt eine Anzahl kleinerer Hügel, die sich um die größeren Hügel herum oder in deren Nähe erstrecken.
Das Gelände besteht aus drei Teilen: 
1. Helgeshaugen, ein weiterer der großen Hügel, die beiden höchsten Bautasteine und der Steinkreis befinden sich im Hauptteil des Friedhofs,
2. Ormshaugen liegt etwa 30 Meter östlich zwischen Privathäusern
3. östlich des Hauptteils befinden sich ein großer und mehrere kleinere Hügel und der kurze Bautastein.

In der Eisenzeit reichte das Meer fast bis Helge; das Gräberfeld war wahrscheinlich ein kleiner Grat zwischen dem Meer und dem See. Bestattungen dieser Art lassen darauf schließen, dass Helge in der Eisenzeit eine wichtige Siedlung war.
In der Nähe liegen das Gräberfeld von Egge und die Schiffssetzung von Tingvoll.